# Renz Rotteveel
Renz Rotteveel (ur. 27 stycznia 1989 w Oude Wetering) – holenderski łyżwiarz szybki.

## Kariera
Największy sukces w karierze Renz Rotteveel osiągnął w 2013 roku, kiedy zajął szóste miejsce podczas wielobojowych mistrzostw świata w Hamar. W poszczególnych biegach zajmował tam czternaste miejsce na 500 m, siódme na 5000 m, jedenaste na 1500 m oraz piąte na dystansie 10 000 m. Rok później był szósty na mistrzostwach Europy w Hamar oraz siódmy na wielobojowych mistrzostwach świata w Heerenveen. Nie brał udziału w igrzyskach olimpijskich. Parokrotnie startował w zawodach Pucharu Świata, ale nigdy nie stanął na podium. Trzykrotnie zdobywał medale mistrzostw Holandii, w tym srebrny na 1500 m i brązowy w wieloboju w 2013 roku oraz srebrny w wieloboju w 2014 roku.